# Мишари

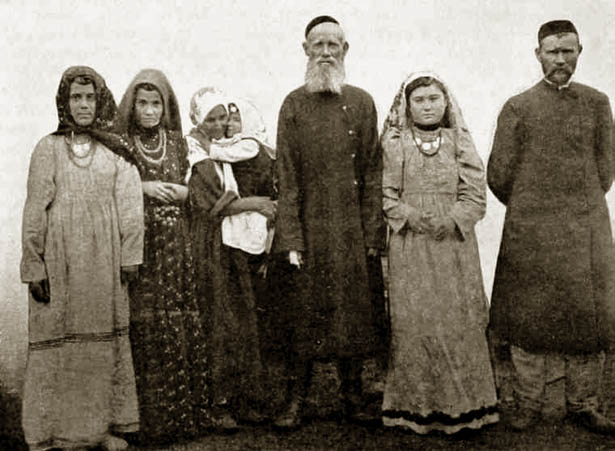
Семья мишар нач. XX в.

Мишари́ или татары-мишари́ (устар. мещеряки; тат. мишәрләр, мишәр татарлары, татарлар / mişärlär, mişär tatarları, tatarlar) — этническая группа в составе волго-уральских татар. Разговаривают на мишарском диалекте татарского языка.
Формирование мишарей происходило на правобережье Волги, вплоть до правобережья Оки на севере.

## История
Существует несколько версий о происхождении. В XIX веке доминировала версия о подвергшемся тюркизации древнем финно-угорском племени мещёра.
Кроме того, существует версия о буртасском происхождении мишарей. Согласно ей, предки мишарей в дозолотоордынский период жили по обоим берегам Волги (примерно от современной Сызрани до Волгограда) (см. буртасы).
В XI веке под давлением поздних кочевников (см. половцы) они переселились и в более северные земли (бассейн Суры, междуречье Цны и Мокши).
В современных публикациях встречается также мнение о хазарском происхождении мишарей.
В период Золотой Орды образовались Мещёрский юрт, Улус Мухша, Укек и так далее.
После распада Золотой Орды, а затем и после уничтожения Большой Орды на землях проживания татар-мишарей образовалось несколько независимых княжеств (Темниковское княжество, Наровчатское княжество, Кадом, Сарыклыч и другие), которые в состав Казанского ханства не вошли, а с конца XV века начали переходить в русское подданство (среди них и Касимовское ханство, в котором проживали касимовские татары — близкий к казанским татарам, но подвергшийся мишарскому влиянию субэтнос).
Также дискуссионным является вопрос о происхождении названия. Помимо версии об искажённом слове «мещёра», распространена гипотеза о связи термина с названием племенного союза «можары/маджары» (известными также как «мадьяры», по ушедшей на Дунай его части). Ахмаров считал, что название мишари носит географический характер. Дамир Исхаков полагает, что название субэтноса происходит от столицы Касимовского ханства — мещёрского городка, а также от мещёрской низменности, на которой и располагался город.
В документах XIV—XV веков, мишари называются «мещеряками», а в более поздних XVI—XVII веков — под общим названием «татары». Расселение мишарей после включения этой территории в состав Московского государства связано с обустройством засечных линий:
- В 1578 году была основана засечная линия вдоль реки Алатырь, на ней же организована сторожевая служба Алатырь-Арзамас-Тёмников. Вдоль линии правительство начинает раздавать поместья мишарям. Но в настоящее время на территории бывшего Арзамасского уезда татаро-мишарских поселений почти нет, причиной чему стала усилившаяся в XVIII веке христианизация, когда мишари, бросив поместья, стали переселяться на восток (в частности в Алатырский уезд).
- В начале XVII века при строительстве Карсунской засеки, мишари получили земли в Симбирской губернии.
- В середине XVII века происходит расселение мишарей в южном направлении. Так, мишари заселили побережья рек Ломовки (Верхний Ломов и Нижний Ломов) и Инсара.

К юго-востоку от засечных черт располагалось «Дикое Поле», для контроля над которым был выстроен острог Пенза (позже город) и заселён мишарями. Позже, земли вдоль р. Сура были переданы мишарям.
- В 1680-х годах правительство раздаёт земли Саратовского края на поместном праве мишарям. Наиболее ранними являются селения на реке Уза (Искеево, Усть-Уза и другие). Раздача земель в этом крае продолжается вплоть до конца XVIII века.
- В 1652—1657 годах была построена Закамская укреплённая черта по линии Ерыклинск — Тиинск — Билярск — Ново-Шешминск — Кичуевский острог — Заинск — Мензелинск. В XVIII веке южнее этой линии была проведена вторая черта: Алексеевск — Красноярская — Сергиевск — Кондурчинская — Черемшанская — Кичуйская. В пределы Закамья, оказавшиеся к концу XIV—XV векам малозаселёнными вследствие опустошительных войн и набегов, вместе с другими народами переселялись и мишари из различных районов их обитания.
- Заселение Приуралья происходило с начала XVI века. Было связано как с вольной колонизацией, так и с переводом некоторой части служилых татар.
- В начале XVIII веке мишари получают поместья по реке Терешка[17].

Тем не менее расселение мишарей также связано с вольной колонизацией земель после присоединения Среднего Поволжья к Московскому государству. Таким образом были заселены южное междуречье Волги и Суры, а также Саратовский край. Интенсивно шло переселение на восток.
В XVI—XVII веках Дикое Поле было населено татарами-мишарями и засечные линии строились, исходя из уже существующих селений (это селения Лаки, Лауш, Чиуш и другие), местное население вводилось в состав служилого сословия.
В конце XVI века правительство переселяет часть мишарей на территорию Башкирии. Миграция на Урал с волжского правобережья активно продолжалась до середины XVIII века.
В 1798—1865 годах мишари Приуралья состояли в иррегулярном Башкиро-мещерякском войске. В отличие от других татар региона они обладали правом купли башкирских земель, не платили ясак, и находились в военно-казачьем сословии наряду с казачеством и башкирами (а в 1855—1865 и — тептярями). В частности, они несли пограничную службу вдоль реки Яик (Урал).
Особый сословный статус способствует некоторой этнической изоляции мишарей Приуралья от прочих групп татарского и башкирского населения: в документах даже встречается самоназвание «мы мещерякский народ».

«Болѣе, чѣмъ мордва, слились съ русскими — мещеряки. Эти послѣдніе въ Пензенской, напримѣръ, губерніи совсѣмъ утратили свой языкъ и говорятъ только по-русски, а въ Рязанской, въ Спасскомъ уѣздѣ утратили всё, и только называютъ себя мещеряками. Но, несмотря однако, и на такое обрусѣніе, они во многомъ также сохранили свои старинные обычаи, обряды и суевѣрія; главнымъ же образомъ это, конечно, при свадьбахъ и похоронахъ».
«Отатарившіеся мещеряки ещё болѣе отатарились, чѣмъ обрусѣвшіе обрусѣли, и у отатарившихся нѣтъ и признаковъ чего либо своего мещерякскаго. Они живутъ по деревнямъ въ хорошо устроенныхъ домахъ на русскій образецъ; одѣваются точь-въ-точь какъ татары… Всѣ они точно также ревностно исповѣдуютъ магометанскую религію, строго исполняютъ всѣ законы Магомета».— Мордва, мещеряки и тептяри / Н. А. Александрова. — М., 1900.

[Мещеряки]
Мещеряки составляют особое татарское колено, которое заключает в себе около двух тысяч семей, из которых четыреста пятьдесят шесть в исетской провинции между башкирцами, а прочие в уфской провинции отчасти между уфскими татарами, а отчасти между башкирцами живут, следовательно все в Башкирии, и по тому в Оренбургской губернии.
В четвёртом надесять [четырнадцатом] столетии, да может быть ещё и ближе к нашим временам, жили они на нижней Оке между мордвою или муронами и черемисами. А как перешли они в Башкирию, то принуждены были башкирцам, как помещикам, платить с каждой семьи по 25 копеек поземельных денег. Во время башкирского бунту в 1735 году и после доказали мещеряки правительству свою верность и преданность; по чему оное и освободило их от платежа башкирцам поземельных денег, и в место всякой подати повелело исправлять им козацкую службу.

С виду походят нарочито на уфимских татар.— Миллер, Карл Вильгельм[кто?]. Описание всех в Российском государстве обитающих народов… / Пер. с нем. — Часть вторая: О народах татарского племени. — СПб., 1776.
И. Ф. Бларамберг составил интересное описание о уральских мещеряках:

«Ни причины, ни время заселения этим племенем Оренбургской губернии неизвестны, мы знаем лишь, что в XIV веке и даже ещё позднее они жили в нижнем течении Оки рядом с мордвой и чувашами. При переселении в Башкирию они арендовали земли у башкир, но поскольку во время частых мятежей последних в XVIII столетии остались верными правительству, их освободили от арендной платы. Корона передала им арендованную землю в собственность. Этим и объясняется, что мещеряки рассеяны группами во всей Башкирии и живут в основном в районах Челябы, Троицка, Верхнеуральска, Стерлитамака, Уфы, Мензелинска, Белебея, Бугуруслана и Екатеринбурга.

По внешнему виду они похожи на казанских татар. По обычаям и особенностям характера ближе к башкирам, но более образованны и крепки в вере. Их образ жизни также схож с башкирским, но, так как мещеряки гораздо раньше башкир оставили кочевой образ жизни, они зажиточнее и больше занимаются земледелием. В быту они чище, их жилища удобнее, и они лучше заботятся о скоте. В 1848 году их насчитывалось 43 683 мужчины и 41 375 женщин — всего 85 058 душ».

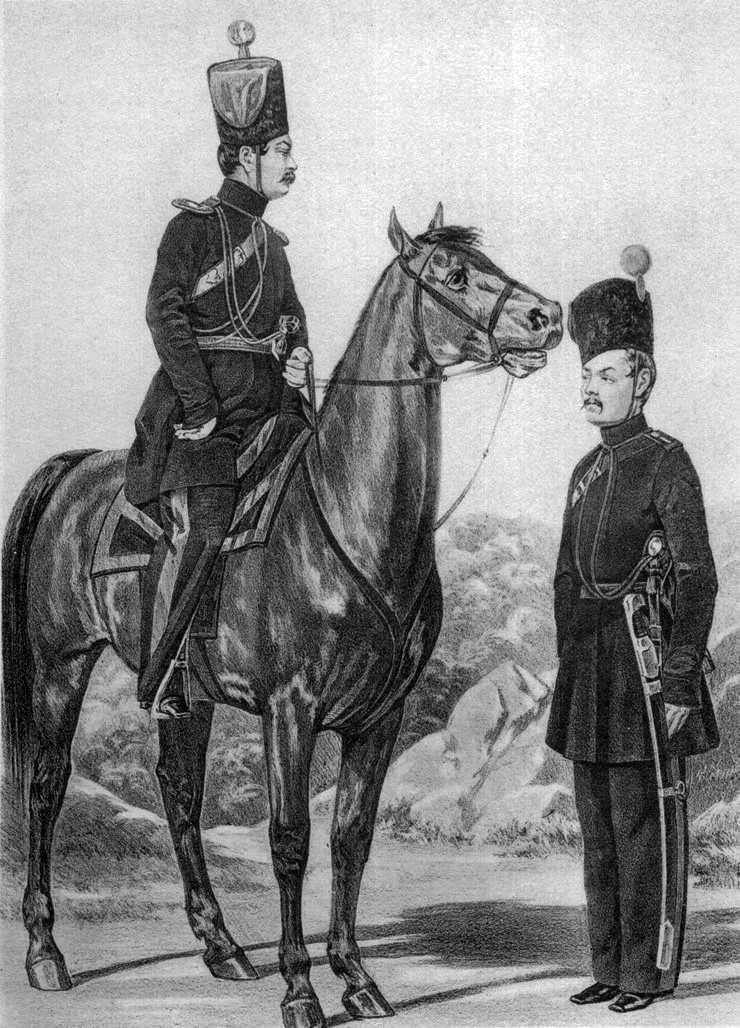
Обер-офицер и Казак мишарских кантонов. 1845 г.

После перевода мишарей из военного сословия в гражданское намечается сближение их самосознания с бывшими ясачными татарами, которые теперь находились, наравне с мишарями, в сословии государственных крестьян.
В период формирования татарской нации мишари потеряли ряд признаков субэтноса, в первую очередь — особое самосознание. Но даже во время переписи 1926 года около 200 тысяч человек ещё отнесли себя к самостоятельной «народности» — к «мишарям». Устойчивость этнонима «мишари» была связана с незавершённостью консолидации волго-уральских татар, в том числе и из-за полусословного характера группы мишарей в Приуралье. Кроме того, мишари имели и ряд языковых (особый диалект) и культурных особенностей (в частности, чокающие мишари не праздновали сабантуя и джиена, характерного для казанских татар). Тем не менее в XX веке многие из этих различий исчезли или оказались сильно нивелированными. Сейчас этноним «мишәр» в основном сохраняется лишь как самоназвание второго уровня.
В настоящее время не существует серьёзных исследований, ставящих перед собой цель выделить мишарей прежде всего как самостоятельную нацию. Можно заметить, что такие исследования проводились во времена дореволюционной России. В связи с этим показательной является статья А. С. Гациского «Нижегородские татары — татары ли?», датированная 1886 годом.
В Энциклопедическом словаре Ф. А. Брокгауза и И. А. Ефрона припущенников татар, тептерей и других селившихся у башкир называли новобашкирами.

## Генетика
Исследование ДНК выявило, что на первом месте у мишар находится Y-гаплогруппа R1a (22,7 %), на втором — J2b (19,27 %), на третьем — N1a1 и N1a2b (12,85 %), на четвёртом — R1b (9,17 %), дальше идут E1b-M35, E1b-V13 (7,57 %), J2a (7,11 %) и так далее.
| Гаплогруппы      | Частота встречаемости |
| ---------------- | --------------------- |
| Кол-во образцов  | 436                   |
| С2               | 1,61 %                |
| E1b              | 7,57 %                |
| G1               | 0,46 %                |
| G2a              | 2,75 %                |
| I1               | 2,52 %                |
| I2               | 1,61 %                |
| J1               | 0,92 %                |
| J2a              | 7,11 %                |
| J2b              | 19,27 %               |
| L1               | 2,75 %                |
| N1a1             | 0,69 %                |
| N1a1-Y9022       | 2,52 %                |
| N1a1-M2019       | 1,61 %                |
| N1a1-L1022       | 0,23 %                |
| N1a1-L550        | 4,59 %                |
| N1a1-Z1936>Z1934 | 0,69 %                |
| N1a2-VL67        | 0,23 %                |
| N1a2-Y3185       | 2,29 %                |
| O                | 1,83 %                |
| Q1b              | 4,13 %                |
| R1a              | 2,29 %                |
| R1a-M458         | 3,67 %                |
| R1a-CTS1211      | 8,03 %                |
| R1a-Z92          | 2,06 %                |
| R1a-Z93          | 6,65 %                |
| R1b-M478         | 3,21 %                |
| R1b-L51          | 3,90 %                |
| R1b-Z2103        | 2,06 %                |
| T                | 1,15 %                |

## Теории происхождения
Единого мнения по происхождению этноса мишарей нет.

### Буртасская теория
На протяжении XIII—XVIII веков в русских летописях и грамотах, наряду с этнонимом мишар (можар, мочар), в отношении мишарей параллельно употребляется этноним буртас.
Впервые буртасская теория была выдвинута Ф. Ф. Чекалиным в XIX веке, который связывает «буртасов» и «мещеру» русских летописей XVI века. Данную гипотезу поддержал Б. А. Васильев, доказывая, что этноним «буртас» вплоть до XVI века употреблялся как параллель этнонима «мишар».
В. К. Магницкий считал, что предками мишарей являются буртасы и маджары. Такого же мнения придерживались А. Ф. Можаровский и В. В. Радлов.
Булгаро-буртасскую концепцию происхождения мишарей развивают в своих трудах А. Х. Халиков, Р. Г. Фахрутдинов и другие исследователи.
А. Х. Халиков полагает, что предками татар-мишарей являются булгаризированные буртасы. Обособление татар-мишарей и их консолидация произошли с образованием Наровчатского улуса. Они перестали именоваться булгарами и буртасами. В конце XIV века появляется новое имя — маджар, мещёра или мишари.

### Мещёрская теория
Дореволюционные исследователи (В. В. Вельяминов-Зернов, В. В. Радлов) полагали мишарей отатаренным племенем мещёра, жившим в 1-м тысячелетии н. э. в бассейне реки Ока и говорившим, как принято считать, на языке финно-угорской группы, эту гипотезу развивали в советское время С. П. Толстов (мадьяро-венгерская гипотеза), Б. А. Куфтин, Т. А. Трофимова, Т. И. Алексеева, Б. А. Васильев и другие учёные. Так, С. П. Толстов, в частности, категорично заявлял, что «в лице русской мещёры и татар-мишарей мы имеем остатки одного и того же древнего племени, часть которых отатарилась, — другая же часть обрусела».
Гипотеза о генетическом родстве русской мещеры и татар-мишарей в 1950-е годы подверглась проверке учёными научно-исследовательского института антропологии МГУ. На основании антропологических материалов они высказались «против точки зрения, утверждающей единство происхождения мишарей и так называемой русской мещеры», и указали на возможность генетической связи русской мещеры с локальными «группами мордвы-эрзя».

### Золотоордынская теория
Дореволюционный исследователь Г. Н. Ахмаров (основываясь преимущественно на материалах нижегородских и симбирских татар) считал, что мишари — это потомки кочевого тюркского населения Золотой Орды. При распаде Золотой Орды часть их под предводительством царевича Касыма в середине XV века утвердилась на Оке. Оставшиеся в степи татары стали называть себя ногаями, и часть их в начале XVII в. (1612 год) пришла в места современного расселения нижегородских татар в Алатырский уезд, вытеснила мордву и заняла их поселения. При этом он категорично утверждал, что в этих местах татар до этого не было. Ахмаров считал, что название «мишар» навязано татарам Поволжья мещёрского формирования казанцами. Также он отвергал то, что мишари — это подвергшиеся татарскому влиянию финно-угры, ведь мишари изначально проживали отдельно от казанских татар, а также в лексике мишарей присутствуют архаичные половецкие и арабо-персидские слова, отсутствующие у казанских татар. Эта гипотеза была как основная упомянута и в Большой советской энциклопедии. Ногайско-кипчакскую гипотезу развивал и М. С. Глухов-Ногайбек.
В. Радлов указывал на то, что согласно данным созданного в Золотой Орде кодекса куманикуса, мишарский диалект татарского наиболее близок к половецкому языку.

### Смешанное происхождение
Р. Г. Мухамедова в своей книге «Татары-мишари» (М., 1972) в этногенезе татар-мишарей выделяет три основных компонента: булгары, кипчаки и буртасы, а также мочар, считая мочар уграми. По её предположению, булгары, жившие в Сурском бассейне, во время распада Золотой Орды оказались на территории, где позже возникло Наровчатское княжество. Здесь они частично ассимилировали местное население и смешались с другими тюркскими племенами, особенно с кыпчакским. Эта территория рано вошла в сферу экономического и политического воздействия Московского государства; связи же жителей Сурского бассейна с населением Казанского ханства носили нерегулярный характер. Это сказалось на формировании мишарской этнографической группы.
Академик М. З. Закиев поддерживал работы венгерского учёного Ю. Немета (касательно того, что мадьяры/маджары были союзом угорских и тюркских племён), возводил предков мишар ещё к Геродотовским акацирам.
Известный исследователь истории мишар Галимжан Орлов, обобщая эти гипотезы, писал:
…татары-мишари — это сложный этнокомплекс, сформировавшийся в основном до конца XVI века в пределах Мещёры, Мордовии, Нижегородского Поволжья. В нём выделяется древний кыпчакский слой, участвуют булгарский, маджаро-буртасский, ногайский компоненты. Предками цокающей группы татар-мишарей (кадомско-сергачской) были маджары (можары, мочары), обитавшие рядом с булгарами, рассеянные по многим районам Поволжья, Предкавказья. В период монголо-татарского господства они оказываются в верховьях Суры (Золотарёвский могильник в Пензенской области, города Увек, Наровчат). Часть из них оказывается в Мещёре (Кадом). Предками же чокающей группы (темниковской) были западные кыпчаки-куманы с низовьев Волги.

## Антропология
Наиболее значительными в области изучения антропологии мишарей являются исследования Т. А. Трофимовой, проведённые в 1929—1932 годах. В частности, летом 1932 года совместно с Г. Ф. Дебецом она провела широкие исследования в Татарии. В Чистопольском районе (Татарский Елтань, Муслюмкино) обследованы 122 мишарей (мужчины в возрасте от 20 до 65 лет).
Антропологические исследования выявили у мишарей наличие четырёх основных антропологических типов: понтийского, светлого европеоидного, сублапоноидного, монголоидного (Таблица 1).
| Этнографические группы               | Светлые европеоидные | Светлые европеоидные | Понтийские* | Понтийские* | Сублапоноидные | Сублапоноидные | Монголоидные | Монголоидные |
| ------------------------------------ | -------------------- | -------------------- | ----------- | ----------- | -------------- | -------------- | ------------ | ------------ |
| Этнографические группы               | N                    | %                    | N           | %           | N              | %              | N            | %            |
| Мишари Чистопольского района Татарии | 7                    | 19,4 %               | 22          | 61,1 %      | 3              | 8,3 %          | 4            | 11,1 %       |

Указанные типы имеют следующие характеристики:

Понтийский тип — характеризуется мезокефалией, тёмной или смешанной пигментацией волос и глаз, высоким переносьем, выпуклой спинкой носа, с опущенным кончиком и основанием, значительным ростом бороды. Рост средний с тенденцией к повышению.

Светлый европеоидный тип — характеризуется суббрахикефалией, светлой пигментацией волос и глаз, средним или высоким переносьем с прямой спинкой носа, среднеразвитой бородой, средним ростом. Целый ряд морфологических особенностей — строение носа, размеры лица, пигментация и ряд других — сближает этот тип с понтийским.

Сублапоноидный тип (волго-камский) — характеризуется мезо-суббрахикефалией, смешанной пигментацией волос и глаз, широким и низким переносьем, слабым ростом бороды и невысоким, среднешироким лицом с тенденцией к уплощённости. Довольно часто встречается складка века при слабом развитии эпикантуса.

Монголоидный тип (южно-сибирский) — характеризуется брахикефалией, тёмными оттенками волос и глаз, широким и уплощённым лицом и низким переносьем, часто встречающимся эпикантусом и слабым развитием бороды. Рост, в европеоидном масштабе, средний.

## Культура

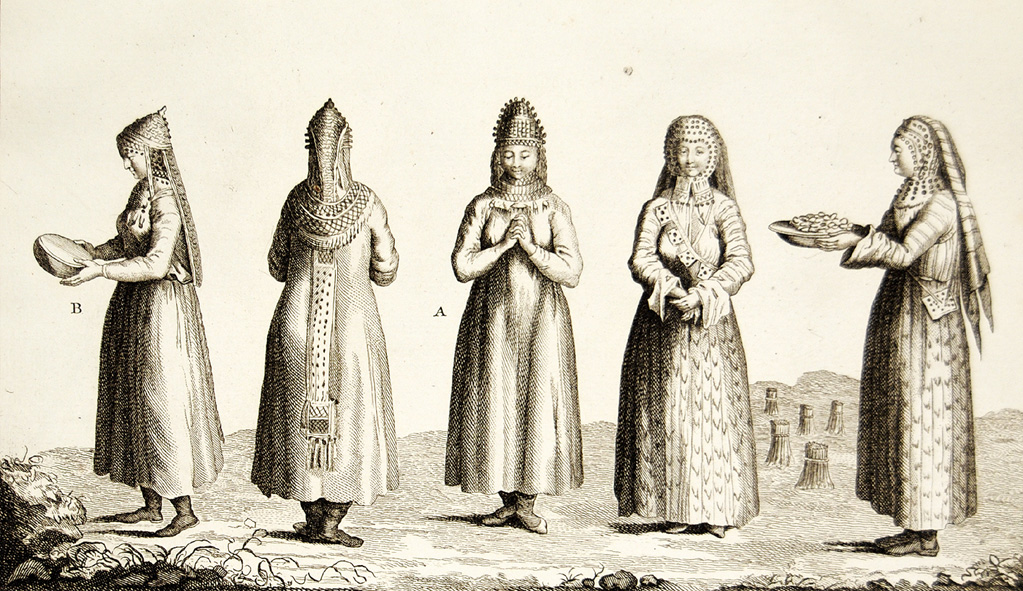
Мещерячки. Гравюра из атласа к французскому изданию «Путешествий по разным провинциям Российского государства» Палласа. 1794 год.

Территория проживания мишарей имеет природные благоприятные условия для развития различных отраслей хозяйства и особенно земледелия. Наряду с земледелием, в мишарском хозяйстве занимает большое место животноводство. В XVI—XVII веках оно имело большой удельный вес, но впоследствии, как и у других народов края, оно стало приобретать обслуживающий земледелие характер. Уровень присутствия в пище мясо-молочной продукции не снижался.
Большое значение имели овцы (куй), которых держало большинство мишарей.
Молочное скотоводство и овцеводство являются древними отраслями хозяйства, как и производное от них ткачество.
Пчеловодство также имеет древние корни, с чем связаны предания и приметы (запрет продажи ульев и тому подобные). Мёд используется в обрядах и ритуалах.
Традиционное поселение — большая деревня. Крупные селения имеют квартальный тип застройки. Строения в основном кирпичные (реже срубы), трёхкамерного типа.
Во внутренней планировке до XIX века преобладали печи с подвесным и вмазанным котлом. Рядом с печью устраивали широкие нары (тур), а вдоль стен — узкие лавки (янурдык). Дальний конец избы также имел лавку и назывался «путмар». Впоследствии распространение получили «белые печи», что привело к исчезновению нар(тур) и появлению деревянных кроватей (коник). В результате планировка жилища сблизилась с русской. Одна из частей двух-трёхкамерных домов выполняла функцию чистой избы.
Отличительными особенностями жилищ мишарей от жилищ других народов были матерчатые декоративные украшения — чебелдек, чаршау (занавеси около спальных мест), развешанные в простенках между окнами узорчатые полотенца — кашага.
Одежда мишарей очень своеобразна и отличает их не только от других народов края, но и от других этнографических групп татар. Она даёт ценный материал для изучения истории мишарей. До середины XIX века основным материалом для пошива одежды были холст или пестрядь (алача) собственного изготовления; в качестве тяжёлой ткани использовали сукно (тула) серого и тёмного цветов. Фабричные ткани использовались ограниченно (для нашивок). Позже выбор ткани зависел от имущественного состояния (от ситца и сатина до шёлка и шерсти). Для пошива и отделки зимней одежды использовались овчина, мех лисицы и выдры. При отделке одежды использовались разноцветные ленты, тесёмки, шнуры, позумент. Обувь изготавливалась из кожи домашней выделки, овечьей шерсти и лыка.
Традиционные блюда — салма, казы, чимай, бәлёш, пәрәмәч и другие.
Фольклор: сказки, самыми древними персонажами которых являлись Койгорыш (птица счастья) и Акбузат (белый конь), которые сопутствовали героям. Все звери сказок относятся к фауне Среднего Поволжья. Это чаще всего волк, лиса, медведь, заяц. Часто упоминаются и различные сельскохозяйственные культуры. Значительное место занимают как легенды, загадки и пословицы, так и баиты.

## Расселение
Сёла и деревни мишарей наиболее компактно расположены в Нижегородской (см. Нижегородские татары), Пензенской, Ульяновской, Самарской областях, на территории юго-запада и юга Татарстана, Мордовии, Башкортостана и востока Чувашии. Сравнительно небольшие группы их находятся в Саратовской, Волгоградской и Оренбургской, Челябинской, Курганской, Северо-Казахстанской областях. Ряд татарских сёл сохранился в Рязанской (в том числе сасовские татары) и Тамбовской областях. Кроме того, часть татар-мишарей проживает в Средней Азии, на Кавказе, в Ставрополье, Сибири, Прибалтике (г. Таллин), в крупных городах России.

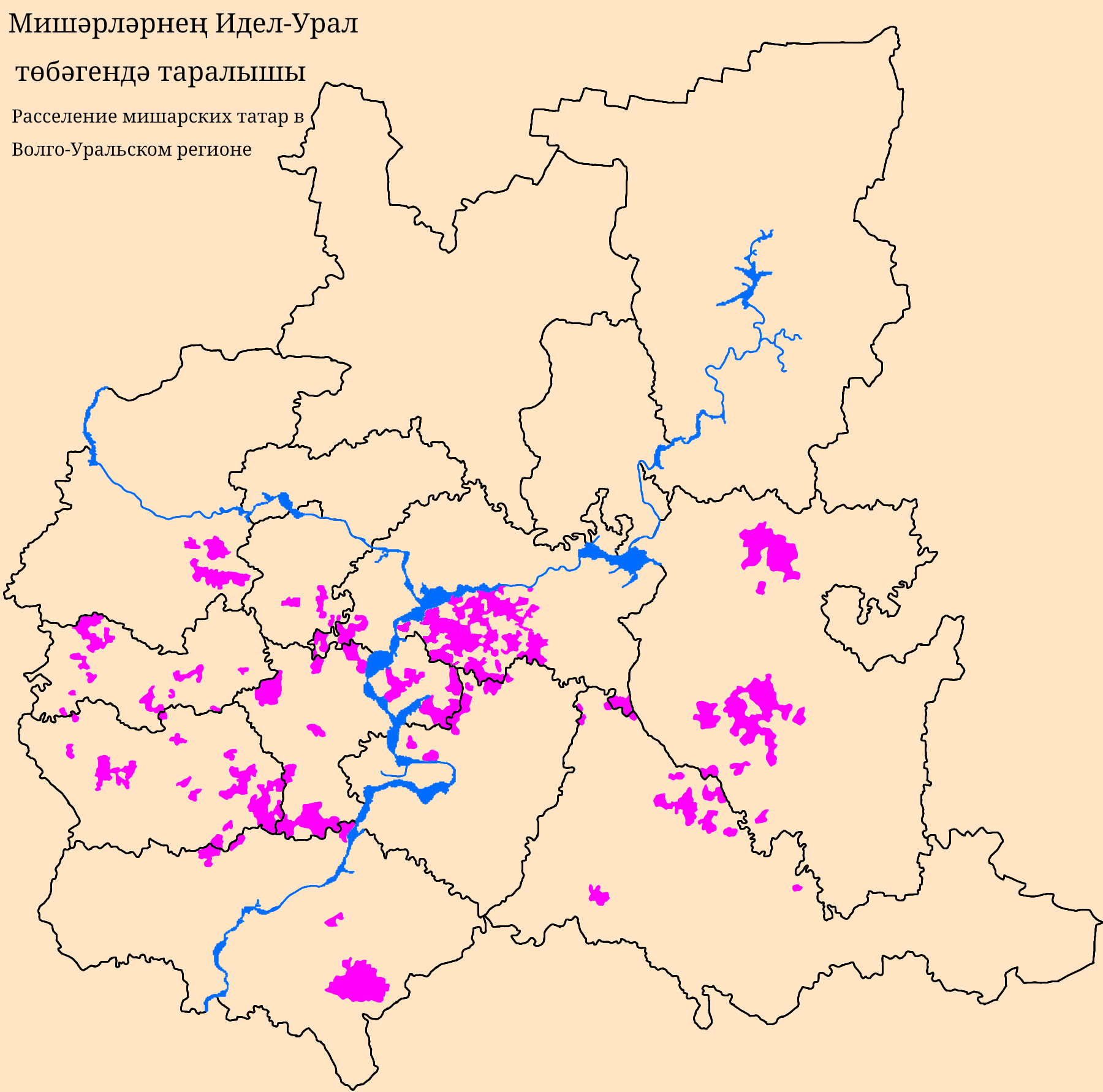
Карта расселения мишарей в Поволжье

Наиболее древними местами их обитания были бассейны рек Цна и Мокша и, возможно, восточные районы Мордовии (примерно Лямбирский район). Из районов древнего обитания, особенно из западной зоны, в течение трёх с лишним столетий (XVI—XIX века) происходило постепенное расселение мишарей сначала в восточном, а потом и в южном и юго-восточном направлениях.
Первый исторический этап расселения связан с устройством укреплённых линий на южных и восточных границах российского государства, предназначенных для охраны их от набегов кочевников. За период примерно с 1578 по 1684 годы на территории современных Мордовии, Рязанской, Тамбовской, Пензенской, Ульяновской, Самарской областей, а также правобережной части Татарстана были созданы три ряда защитных линий. Одна из них — Симбирская — была продолжена на территории Закамья (так называемая Закамская черта, построенная в 1652—1657 годах). На строительство укреплённых черт и их охрану направлялись главным образом мишари, мордва и чуваши. В 1578 году строится защитная линия Алатырь — Арзамас — Тёмников и далее до Кадомской линии. На эту линию были переведены служилые татары из Кадома. В начале XVII века, видимо, в связи с распространением православия, они ушли оттуда в Алатырский уезд, где уже к 1660-м годам был ряд мишарских сёл (Каргополь, Шубино, Актуково, Уразовка, Ключищи, Триазер, Ендовище и другие), вошедших впоследствии в состав Сергачского уезда.
В 1630-е годы несколько южнее первой защитной линии была построена новая, которая брала начало от Керенска (ныне г. Вадинск) и шла через Нижний и Верхний Ломовы — Инсар — Потижский острог — Шишкеево — Саранск — Атемар и далее уходила на Симбирск. В числе переведённых на эту линию были мишари из Кадомского, Шацкого и главным образом Темниковского уездов. Известно, что ко времени строительства этих линий здесь существовали такие сёла, как Аксёново, Тавла и Рейторское. Появление мишарей в пределах Буинского и Симбирского уездов (современная юго-западная часть Татарстана, южная часть Чувашии и северные районы Ульяновской области) также относится к середине XVII века и связано со строительством Карлинской, Симбирской и Самарской укреплённых линий, а также с вольной колонизацией края. Большинство из них принято считать потомками нижегородских мишарей.
В 1652—1657 годах была построена Закамская укреплённая черта по линии Ерыклинск — Тиинск — Билярск — Ново-Шешминск — Кичуевский острог — Заинск — Мензилинск. В XVIII веке южнее этой линии была проведена вторая черта: Алексеевск — Красноярская — Сергиевск — Кондурчинская — Черемшанская — Кичуйская. В пределы Закамья, оказавшиеся к концу XIV—XV веках малозаселёнными вследствие опустошительных войн и набегов, вместе с другими народами переселялись и мишари из различных районов их обитания.
Переселение мишарей продолжалось и дальше на восток. Так, на территорию современной Башкирии оно началось ещё в конце XVI века в связи с постройкой города-крепости Уфы в 1574 году и наиболее интенсивно происходило в XVIII веке.
В конце XVIII века мишари Пензенской губернии и Симбирского наместничества в поисках новых земель устремились в Оренбургский край. Переселение их сюда продолжается вплоть до конца XIX века. Здесь они основали ряд сёл, расположенных в смежной с Башкирией северо-западной части Оренбургской области.
Расселение мишарей происходило также в южном направлении: в одних случаях это была вольная колонизация, а в других земли давались в качестве награды за военные заслуги перед Российским государством. Во второй половине XVIII в. мишари появились на Ставрополье, переселившись туда из Пензенской, Рязанской, Тамбовской, Саратовской, Симбирской губерний.
Начиная со второй половины XIX века, мишари появляются и в промышленных районах Донбасса, Урала, на прикаспийских нефтяных и рыбных промыслах. В начале XX века нижегородские мишари, главным образом из числа жителей сёл Овечий овраг (тат. Куй су) и Ключищи (тат. Суксу), переселились в Таллин (на 1978 г. численность их составляла около 2000 человек) и в Финляндию (около 980 человек).

### Расселение мишарей в Приуралье
Организованное переселение мишарей в Приуралье зафиксировано уже в документах второй половины XVI века. С 1580-х годов переселялись служилые татары из Темникова, Кадома, Шацка.
В конце XVI — начале XVII века переселяют служилых татар Алатырьского и Симбирского уездов и «с реки Пьяны» (по грамоте 7106 (1598) года) в Уфимскую крепость. По говору это были «цокающие» мишари. Следом за ними из этих же местностей потянулись вольные переселенцы. К XIX веку последние стали либо государственными крестьянами, либо тептярями. В настоящее время их потомки проживают на севере Башкортостана и в Пермском крае, по реке Быстрый Танып, особенности говора утрачены.
В центральных районах республики (Аургазинский, Давлекановский, Кармаскалинский, Стерлитамакский, Чишминский районы) селились выходцы из Пензенской губернии, по говору относятся к стерлитамакскому («чокающему») говору.
Из числа этих групп с 1798 по 1865 год формировалось 5 (позднее 4) мишарских кантона, то есть были в служилом, военно-казачьем сословии; входили в Башкиро-мещерякское войско. (В 1855 году сословия башкир, мишарей и тептярей были объединены, было создано Башкирское войско. С 1855 по 1865 сословия мишарей и тептярей называли также «новобашкирами»).

#### Тюмени[36]
Тюмени (томэны, тат. tөmәnnәr, төмәннәр) — переселенцы из Темниковского уезда Тамбовской губернии конца XVII — начала XVIII века. По говору — «чокающие» мишари. По социальному положению отличались от прочих групп служилых татар и башкир; они, как и однодворцы, владели землёй на основе поместного права. По причине такой своей привилегированности, жили несколько изолированно и неохотно вступали в брачные связи с представителями других сословных групп.
Тюменские сёла расположены в основном на западе и юго-западе Республики Башкортостан, Альшеевском, Благоварском, Буздякском районах, отдельные деревни есть в Бакалинском, Кушнаренковском, Чекмагушевском районах.

## На службе Российского государства
По словам мишарских депутатов Абдулкадыра Абдулкаримова «с товарыщи», обратившихся в 1794 году с прошением к генерал-прокурору, «мещерякский наш народ прежде других иноверцов по собственному своему желанию, переселившись из Золотой Орды в Россию ещё в 7001 (1493) г., за верныя и беспорочныя предков наших российскому скипетру службы как при взятье Казани (в 1552 году), так и при других многих тогдашнего времени случаях, жалованны были в разных местах на нагорной стороне реки Волги поместными дачами и для поселения их выгодными землями и угодьими». Впоследствии на этой территории — на правом берегу Волги — были основаны города Пенза, Симбирск и многие другие.
В 1798—1865 годах мишари, как башкиры и казаки, находились в военно-казачьем сословии, и территория их расселения в Челябинском, Стерлитамакском, Уфимском, Бирском и Белебеевском уездах Оренбургской губернии была разделена на 5 кантонов во главе с кантонными начальниками. Было образовано Башкиро-мещерякское войско. Основной военной обязанностью их становятся охрана Оренбургской пограничной линии по реке Урал, участие в войнах и походах России, а также, при необходимости подавление мятежей и восстаний.
В Отечественной войне 1812 года активно участвовали и мишари, сформировав 2 конных полка. 1-й полк в 1812—1814 годах нёс гарнизонную службу в Москве. 2-й полк прошёл большой боевой путь, закончив его в Париже. Все участники взятия Парижа 19 марта 1814 года были награждены серебряными медалями.

## Дворяне
Казаков (предок князей Шейсуповых), наместник в Курмышском уезде в XVI веке.
В 1784 году мишарские мурзы были приравнены к русскому дворянству. Мишарское происхождение имеют татары-дворяне Агишевы, Аганины, Азнабаевы, Акчурины, Бигловы, Дашкины, Долатказины, Диваевы, Еникеевы, Енгалычевы, Кантюковы, Кашаевы, Кудашевы, Кудяковы, Кутушевы, Киреевы, Манушкины, Маматказины-Сакаевы, Мамины, Мамлеевы, Муратовы, Сюндюковы, Тенишевы, Терегуловы, Тугушевы, Чанышевы, Янбулатовы, Яфаевы.

## Мишарский диалект татарского языка
У татар-мишарей развился собственный диалект татарского языка. Окончательно сформировался он ещё на первоначальной территории обитания его носителей — в бассейне рек Цна и Мокша, в пределах Мещёры.
Мишарский диалект татарского языка включает цокающие и чокающие говоры.
Согласно Л. Т. Махмутовой, к цокающей группе говоров относятся: сергачский (Нижегородская область), дрожжановский (Татарстан, Чувашия), чистопольский (Татарстан, Самарская область), мелекесский (Ульяновская область), байкибашевский (Башкортостан).
К чокающей группе говоров относятся: темниковский и лямбирский подтипы говоров (Мордовия). К темниковскому подтипу относят собственно темниковский говор (западные районы Мордовии) и ряд говоров других районов (южные районы Мордовии, северные районы Пензенской области, юго-восточные районы Пензенской области). Лямбирский подтип представлен лямбирским говором (восточные районы Мордовии). Среди чокающих говоров есть смешанные говоры — кузнецкий, хвалынский и другие.
Согласно Д. Б. Рамазановой, к цокающей группе говоров относятся: сергачский (Нижегородская область), дрожжановский (Татарстан, Чувашия), байкибашевский (Башкортостан). К чокающей группе говоров относятся: темниковский, ламбирский (Мордовия), кузнецкий (Пензенская область), хвалынский, мелекесский, карсунский (Ульяновская область), чистопольско-кряшенский (Татарстан), стерлитамакский (Башкортостан), шарлыкский (Оренбургская область), куршинский (Тамбовская область), волгоградский (Волгоградская область, Астраханская область, Ставропольский край). Смешанный характер наблюдается у чистопольского говора.